# Face to Face (punkband)
Face to Face is een Amerikaanse punkband uit Victorville, Californië en is opgericht in 1991 door frontman Trever Keith, bassist Matt Riddle en drummer Rob Kurth.
Face to Face werd tijdelijk opgeheven in 2004, zodat de bandleden de tijd hadden om zich te concentreren op andere projecten. Gedurende die tijd speelden alle bandleden in een aantal andere bands, waaronder Legion of Doom, Me First and the Gimme Gimmes, The Offspring en Saves the Day. In april 2008, na de vier jaar durende opheffing, speelde Face to Face voor het eerst in lange tijd live. Sindsdien is de band weer bij elkaar gekomen en zijn er nog drie studioalbums verschenen.

## Biografie

### Het begin (1988-1992)
Het ontstaan van Face to Face gaat terug tot 1988, toen de twee jeugdvrienden Trever Keith (zang, synthesizers) en Matt Riddle (bas, achtergrondzang), en Todd Atmire (gitaar) en Matt Atmire (drums), een metalband genaamd Victoria Manor oprichtten, een band die een paar jaar lang zou bestaan. Na Victoria Manor opgeheven te hebben vormden Keith en Riddle een band genaamd Zero Tolerance met drummer Rob Kurth en gitarist Mark Haake. Hoewel er geen Zero Tolerance platen bestaan, heeft de band in het begin van 1991 met deze line-up wel een demo opgenomen. Later in hetzelfde jaar besloot de band om een nieuwe muzikale richting te nemen en veranderde hun naam naar Face to Face. Kort daarna verliet gitarist Mark Haake de band en de overgebleven leden gingen verder als een trio.

### Succes (1993-1997)
In 1993, na een drie weken durende tour in Duitsland samen met Lagwagon, kreeg Face to Face een extra gitarist genaamd Chad Yaro. De band begon in die jaar ook met het schrijven van een nieuwe plaat. Voordat de band begon met het opnemen van de nieuwe muziek, werd besloten om een contact met een nieuw label, Victory Music, te ondertekenen. Samen met producer Thom Wilson begon de band te werken aan het album, getiteld Big Choice.
Na de uitgave van Big Choice besloot Victory Music dat ze het nieuwe distributiesysteem van het label wouden testen met een nieuwe uitgave. Hiervoor werd een ep bijeen gesteld, dat nummers van 7" platen en enkele niet eerder uitgegeven nummers bevat. De ep is getiteld Over It en werd enkele weken uitgebracht vóór Big Choice. De ep bevat een geremixte versie van het nummer "Disconnected". Deze versie ontving aanzienlijk wat airplay van KROQ in Los Angeles, Californië. Dit was reden genoeg voor het label om de band een nieuwe versie van het nummer voor het nieuwe album op te nemen. Het werd uiteindelijk een bonustrack voor Big Choice, evenals het nummer "Bikeage", een cover van Descendents.
Na enkele tours met bands als NOFX, The Mighty Mighty Bosstones en The Offspring in 1995 om Big Choice te promoten, koos bassist Matt Riddle ervoor om de band te verlaten. Riddle ging spelen in 22 Jacks, Pulley, No Use For A Name en The Implants. De band verving hem met een toen nog onbekende bassist genaamd Scott Shiflett. Scott's eerste optreden met de band was op 2 december 1995.
In 1996 begon Face to Face met het schrijven en opnemen van het studioalbum Face to Face. Dit was de eerste plaat zonder Matt Riddle. Als gevolg van het feit dat Riddle niet kon meehelpen met het schrijven, schreef Keith het grootste deel van het album zelf. Het album werd geproduceerd door Jim Goodwin. Naar aanleiding van de uitgave van het album speelden ze in 1997 onder andere op de SnoCore Tour en op Warped Tour.

### Latere jaren (1998-2004)
In 1998 werd aangekondigd dat ook drummer Rob Kurth de band had verlaten. Om toch de tour af te kunnen maken, huurde de band een tijdelijke drummer in genaamd Jose Medeles. Na het einde van de tour kwam Pete Parada bij de band spelen als permanente vervanging Kurth. Met drummer Parada nam de band nog twee studioalbums (met producer Chad Blinman) op; Ignorance is Bliss (1999) en Reactionary (2000). Na het uitgeven van Reactionary, verliet gitarist Chad Yaro de band om zich te concentreren op zijn familie.
Naar aanleiding van Yaro's vertrek besloot de band om een trio te blijven en begon opnieuw met het schrijven van materiaal voor hun zesde studioalbum How to Ruin Everything, dat werd uitgebracht via Vagrant Records in 2002. Naar aanleiding de uitgave van het album werd Face to Face de hoofdact op Warped Tour.
In het najaar van 2003 werd de band tijdelijk opgeven. Het jaar daarop werd echter aangekondigd dat dit permanent zou zijn. Ze namen in 2004 afscheid van hun fans met "The Only Goodbye Tour" met supportbands My Chemical Romance en Seconds to Go, waarna ze nog een show op Warped Tour in Boston speelden.

### Tijdelijke opheffing (2005-2007)
Na het uiteenvallen van de band was Keith was actief in de mash-up groep Legion of Doom. Shiflett speelde in zijn eigen band genaamd Viva Death. Parada ging spelen in Saves the Day en werd uiteindelijk bij The Offspring, als vervanging van drummer Atom Willard.

### Hereniging en recente jaren (2009-heden)
Op 29 januari 2008 kondigde de bandleden aan dat de band zou herenigen voor een aantal shows in de VS en buitenland. Later dat jaar begon de band aan een korte tournee door Amerika met drummer Danny Thompson (ex-lid van Uprising) als tijdelijke vervanging voor Pete Parada, die op tour was The Offspring. Toen Parada besloot om permanent bij The Offspring te blijven spelen, bracht Face to Face Thompson aan boord als hun permanente drummer. Sinds de start van deze nieuwe line-up in het najaar van 2008, heeft de band drie nieuwe studioalbums opgenomen en uitgebreid getoerd.
In september 2015 werd aangekondigd dat de band een contract bij het label Fat Wreck Chords had getekend en op weg was naar The Blasting Room in Fort Collins, Colorado te beginnen met het opnemen van een nieuw album. Dit album werd uitgebracht op 4 maart 2016 en is getiteld Protection.

## Leden
| Huidige leden - Trever Keith - zang, gitaar (1991-heden) - Scott Shiflett - basgitaar, zang (1996-heden) - Dennis Hill - gitaar, zang (2009-2014 (vervanging), 2015-heden) - Danny Thompson - drums (2008-heden) | Voormalige leden - Chad Yaro - gitaar, zang (1994-2004, 2008-2014) - Pete Parada - drums (1998-2004) - Matt Riddle - basgitaar, zang (1991-1996) - Rob Kurth - drums, zang (1991-1997) |

## Discografie

### Studioalbums
- Don't Turn Away (1992)
- Big Choice (1995)
- Face to Face (1996)
- Standards & Practices (1999)
- Ignorance is Bliss (1999)
- Reactionary (2000)
- How to Ruin Everything (2002)
- Laugh Now, Laugh Later (2011)
- Three Chords and a Half Truth (2013)
- Protection (2016)
- Hold Fast: Acoustic Sessions (2018)
- No Way Out but Through (2021)